# Giro del Delfinato 1961
Il Giro del Delfinato 1961, quindicesima edizione della corsa, si svolse dal 29 maggio al 4 giugno su un percorso di 1500 km ripartiti in 7 tappe (la seconda suddivisa in due semitappe), con partenza a Avignone e arrivo a Grenoble. Fu vinto dal britannico Brian Robinson davanti ai francesi Raymond Mastrotto e François Mahé.

## Tappe
| Tappa  | Data      | Percorso                                     | km   | Vincitore di tappa  | Leader cl. generale |
| ------ | --------- | -------------------------------------------- | ---- | ------------------- | ------------------- |
| 1ª     | 29 maggio | Avignone > Vals-les-Bains                    | 213  | André Darrigade     | André Darrigade     |
| 2ª-1ª  | 30 maggio | Vals-les-Bains > Valence                     | 161  | Jean Graczyk        | Rolf Wolfshohl      |
| 2ª-2ª  | 30 maggio | Valence > Romans-sur-Isère (cron. a squadre) | 37   | Saint-Raphaël       | Rolf Wolfshohl      |
| 3ª     | 31 maggio | Romans-sur-Isère > Villefranche-sur-Saône    | 233  | Brian Robinson      | Brian Robinson      |
| 4ª     | 1º giugno | Châtillon-sur-Chalaronne > Thonon-les-Bains  | 226  | Jean-Baptiste Claes | Brian Robinson      |
| 5ª     | 2 giugno  | Thonon-les-Bains > Chambéry                  | 2016 | François Mahé       | Brian Robinson      |
| 6ª     | 3 giugno  | Chambéry > Briançon                          | 210  | Fernando Manzaneque | Brian Robinson      |
| 7ª     | 4 giugno  | Briançon > Grenoble                          | 214  | Henri De Wolf       | Brian Robinson      |
| Totale | Totale    | Totale                                       | 1500 |                     |                     |

## Dettagli delle tappe

### 1ª tappa
- 29 maggio: Avignone > Vals-les-Bains – 213 km

| Pos. | Corridore       | Squadra         | Tempo |
| ---- | --------------- | --------------- | ----- |
| 1    | André Darrigade | Francia         |       |
| 2    | Joseph Carrara  | Liberia         |       |
| 3    | Guy Ignolin     | Ouest-Sud-Ouest |       |

| Pos. | Corridore       | Squadra | Tempo |
| ---- | --------------- | ------- | ----- |
| 1    | André Darrigade | Francia |       |

### 2ª tappa - 1ª semitappa
- 30 maggio: Vals-les-Bains > Valence – 161 km

| Pos. | Corridore      | Squadra  | Tempo |
| ---- | -------------- | -------- | ----- |
| 1    | Jean Graczyk   | Helyett  |       |
| 2    | Fredy Rüegg    | Svizzera |       |
| 3    | Rolf Wolfshohl | Peugeot  |       |

| Pos. | Corridore      | Squadra | Tempo |
| ---- | -------------- | ------- | ----- |
| 1    | Rolf Wolfshohl | Peugeot |       |

### 2ª tappa - 2ª semitappa
- 30 maggio: Valence > Romans-sur-Isère (cron. a squadre) – 37 km

| Pos. | Squadra                  | Tempo |
| ---- | ------------------------ | ----- |
| 1    | Saint-Raphaël            |       |
| 2    | Groene Leeuw-SAS-Sinalco | s.t.  |
| 3    | Alcyon-Leroux            | s.t.  |

| Pos. | Corridore      | Squadra | Tempo |
| ---- | -------------- | ------- | ----- |
| 1    | Rolf Wolfshohl | Peugeot |       |

### 3ª tappa
- 31 maggio: Romans-sur-Isère > Villefranche-sur-Saône – 233 km

| Pos. | Corridore      | Squadra     | Tempo |
| ---- | -------------- | ----------- | ----- |
| 1    | Brian Robinson | Regno Unito |       |
| 2    | Stéphane Lach  | Paris       |       |
| 3    | Claude Valdois | Peugeot     |       |

| Pos. | Corridore      | Squadra     | Tempo |
| ---- | -------------- | ----------- | ----- |
| 1    | Brian Robinson | Regno Unito |       |

### 4ª tappa
- 1º giugno: Châtillon-sur-Chalaronne > Thonon-les-Bains – 226 km

| Pos. | Corridore           | Squadra        | Tempo |
| ---- | ------------------- | -------------- | ----- |
| 1    | Jean-Baptiste Claes | Belgio         |       |
| 2    | Antoine Abate       | Centre-Midi    |       |
| 3    | Elio Gerussi        | Paris-Nord-Est |       |

| Pos. | Corridore      | Squadra     | Tempo |
| ---- | -------------- | ----------- | ----- |
| 1    | Brian Robinson | Regno Unito |       |

### 5ª tappa
- 2 giugno: Thonon-les-Bains > Chambéry – 2016 km

| Pos. | Corridore         | Squadra | Tempo |
| ---- | ----------------- | ------- | ----- |
| 1    | François Mahé     | Francia |       |
| 2    | Raymond Mastrotto | Francia |       |
| 3    | Antonio Karmany   | Kas     |       |

| Pos. | Corridore      | Squadra     | Tempo |
| ---- | -------------- | ----------- | ----- |
| 1    | Brian Robinson | Regno Unito |       |

### 6ª tappa
- 3 giugno: Chambéry > Briançon – 210 km

| Pos. | Corridore              | Squadra | Tempo |
| ---- | ---------------------- | ------- | ----- |
| 1    | Fernando Manzaneque    | Spagna  |       |
| 2    | Antonio Jimenez Quiles | Kas     |       |
| 3    | François Mahé          | Francia |       |

| Pos. | Corridore      | Squadra     | Tempo |
| ---- | -------------- | ----------- | ----- |
| 1    | Brian Robinson | Regno Unito |       |

### 7ª tappa
- 4 giugno: Briançon > Grenoble – 214 km

| Pos. | Corridore     | Squadra       | Tempo |
| ---- | ------------- | ------------- | ----- |
| 1    | Henri De Wolf | Alcyon-Leroux |       |
| 2    | Anatole Novak | Centre-Midi   |       |
| 3    | René Privat   | Francia       |       |

| Pos. | Corridore         | Squadra     | Tempo     |
| ---- | ----------------- | ----------- | --------- |
| 1    | Brian Robinson    | Regno Unito | 41h08'34" |
| 2    | Raymond Mastrotto | Francia     | a 6'12"   |
| 3    | François Mahé     | Francia     | a 7'11"   |

## Classifiche finali

### Classifica generale
| Pos. | Corridore           | Squadra           | Tempo     |
| ---- | ------------------- | ----------------- | --------- |
| 1    | Brian Robinson      | Regno Unito       | 41h08'34" |
| 2    | Raymond Mastrotto   | Francia           | a 6'12"   |
| 3    | François Mahé       | Francia           | a 7'11"   |
| 4    | Rolf Wolfshohl      | Peugeot-BP-Dunlop | a 7'30"   |
| 5    | Gerard Thiélin      | Centre-Midi       | a 9'29"   |
| 6    | Emmanuel Busto      | Centre-Midi       | a 10'36"  |
| 7    | Fernando Manzaneque | Spagna            | a 10'55"  |
| 8    | René Privat         | Francia           | a 11'17"  |
| 9    | Pierre Ruby         | Centre-Midi       | a 11'44"  |
| 10   | Antonio Karmany     | Kas-Royal Asport  | a 12'29"  |